# Bath Festival of Blues and Progressive Music
El The Bath Festival of Blues and Progressive Music era un festival musical de l'era de la contracultura dels anys 1960 que es dugué a terme al Royal Bath and West Showground del Shepton Mallet a Somerset, England del 27 al 29 de juny de 1970. Bandes com ara Pink Floyd i Led Zeppelin van actuar, i el festival va ser àmplicament enregistrat i editat en format bootleg. Un festival alternatiu va tenir lloc en un camp contigu, on van actuar Pink Fairies, Yes, Genesis i Hawkwind tocant a la part posterior d'un camió .